# سلوبزیا
سلوبزیا (به لاتین: Slobozia-Rașcov) یک منطقهٔ مسکونی در مولداوی است که در واحدهای اداری-سرزمینی کرانه چپ دنیستر واقع شده‌است. سلوبزیا ۲۱۱ متر بالاتر از سطح دریا واقع شده‌است.